# エドガルド・クレメンテ
エドガルド・アレクシス・ベラスケス・クレメンテ（Edgard Alexis Velazquez Clemente, 1975年12月15日 - ）はプエルトリコ出身の元メジャーリーグの外野手。アメリカ野球殿堂入り選手ロベルト・クレメンテの甥にあたり、偉大なる叔父と同じ「クレメンテ」を登録名とした。

## 経歴
1993年にコロラド・ロッキーズからドラフト10巡目で指名され契約。1998年9月10日に7番ライトでメジャーデビュー。初打席は四球で歩き、第2打席目で初安打となるタイムリーヒットを打っている。
1999年には8本塁打を記録し注目された。同年8月24日に叔父がプレーしたピッツバーグ・パイレーツの本拠地スリー・リバース・スタジアムで初めてプレー。8月26日には4打数2安打と活躍し、地元ピッツバーグの往年のファンから大歓声を贈られた。
2000年3月にアナハイム・エンゼルスに移籍。打率2割を超えるのがやっとで、2000年7月31日の試合が最後のメジャー出場となった。
その後、ボストン・レッドソックス、ミルウォーキー・ブルワーズのマイナーや、独立リーグのアトランティックリーグなどでプレー。2008年8月にナシュア・プライドと契約した。

## 詳細情報

### 年度別打撃成績
| 年 度    | 球 団    | 試 合 | 打 席 | 打 数 | 得 点 | 安 打 | 二 塁 打 | 三 塁 打 | 本 塁 打 | 塁 打 | 打 点 | 盗 塁 | 盗 塁 死 | 犠 打 | 犠 飛 | 四 球 | 敬 遠 | 死 球 | 三 振 | 併 殺 打 | 打 率 | 出 塁 率 | 長 打 率 | O P S |
| -------- | -------- | ----- | ----- | ----- | ----- | ----- | -------- | -------- | -------- | ----- | ----- | ----- | -------- | ----- | ----- | ----- | ----- | ----- | ----- | -------- | ----- | -------- | -------- | ----- |
| 1998     | COL      | 11    | 19    | 17    | 2     | 6     | 0        | 1        | 0        | 8     | 2     | 0     | 0        | 0     | 0     | 2     | 0     | 0     | 8     | 0        | .353  | .421     | .471     | .892  |
| 1999     | COL      | 57    | 171   | 162   | 24    | 41    | 10       | 2        | 8        | 79    | 25    | 0     | 0        | 1     | 1     | 7     | 0     | 0     | 46    | 4        | .253  | .282     | .488     | .770  |
| 2000     | ANA      | 46    | 80    | 78    | 4     | 17    | 2        | 0        | 0        | 19    | 5     | 0     | 1        | 1     | 0     | 0     | 0     | 1     | 27    | 0        | .218  | .228     | .244     | .471  |
| MLB：3年 | MLB：3年 | 114   | 270   | 257   | 30    | 64    | 12       | 3        | 8        | 106   | 32    | 0     | 1        | 2     | 1     | 9     | 0     | 1     | 81    | 4        | .249  | .276     | .412     | .689  |

### 背番号
- 19（1998 - 1999途中）
- 12（1999）
- 22（2000）